# سيريلة لوتغاردية
سيريلة لوتغاردية (الاسم العلمي: Cyrilla lutgardae) هي نوع من النباتات تتبع جنس السيريلة من فصيلة السيريلية.